# Joan Rovira Marqués
Joan Rovira Marqués (Altafulla, 29 de gener de 1884 - Barcelona, 11 de desembre de 1937) fou un destacat cooperativista i sindicalista català. Durant la seva vida defensà la complementarietat de totes dues militàncies. «Home de fortes conviccions socials, amb molt poques pretensions de notorietat personal, feu una evolució ideològica - des de l'anarquisme radical fins al socialisme no estatista - comprensible pel seu tarannà i compartida per molts militants obreristes dels anys trenta. De caràcter serè i dialogant, fou sempre constructiu i molt integrador».
Encara que va néixer en el sí d'una família humil que s'havia dedicat des de feia generacions a la pagesia, anà a l'escola elemental i, posteriorment, es formà a través de la lectura de grans autors de forma autodidàctica.

## Joventut sindicalista
L'any 1898, amb 14 anys, es traslladà a Barcelona a la recerca de treball; és també en aquest mateix any quan s'inscriu a la Societat de Cilindradors i comença la seva militància sindical. Durant aquests primers anys, entengué el sindicalisme com un accessori de l'anarquisme per a aconseguir l'emancipació obrera. Així i tot, «la seva perspectiva s'anà modificant amb els conflictes que sacsejaren el ram de l'aigua, aguditzats entorn la jornada laboral i els acomiadaments, dels quals en denunciaven l'explotació». Des dels seus inicis «destacà en el camp cultural de les idees anarquistes i formà part de la Societat de Cultura Racional del Poblenou», la qual tenia com a objectiu «mantenir una tertúlia freqüent i obrir un centre de cultura, per instal·lar-hi una biblioteca», organitzar conferències, cursos i fundar una Escola Racional. Però «la manca d'ingressos regulars i les circumstàncies repressives feren que freqüentment perdessin el local i que es reunissin de forma intermitent». A més a més, tot i que els actes «dels ateneus sindicalistes foren fonamentals per estendre els ideals d'emancipació entre el proletariat», aquests tingueren un abast limitat; per aquesta raó, s'apostà per impulsar les tasques de propagació i difusió del diari Solidaritat Obrera. Segons Joan Rovira, el fet que Solidaritat Obrera es convertís en una publicació diària significaria l'augment de «l'eficiència de les lluites socials, ja que la incipient creació d'una opinió pública, com arena de combat, requeria la participació directa dels obrers»
El 1918, com a secretari general del comitè de la Federació Nacional del Tèxtil, representà el seu sindicat - la Societat de Cilindadors, Empesadors i Ajustadors, al congrés de Sants, on la CNT defensà la cració d'un Sindicat Únic. Rovira, convençut, defensà aquest posicionament tot i que opinà que aquest procés s'havia de dur calmadament i garantint la lliure adhesió i l'esperit confederal. A principis de 19149 la consolidació de la CNT fou un fet i, a partir d'aleshores, s'entrà en una espiral marcada per la conflictivitat entre obrers i patronal, el qual acabà conduint a Rovira a ser empresonat entre el febrer i el març de 1920. Finalment, després d'una vaga de fam, el 19 de maig de 1920, Rovira, juntament amb la resta de companys foren alliberats. Però el conflicte, lluny d'estar resolt, continuà i el degoteig de víctimes mortals també, marcant la vida de Rovira. «A partir d'aquells fets, l'activitat sindical de Rovira s'atenuà. I per bé que seguí treballant de cilindrador i vinculat a la vida sindical del ram, la seva acció s'inclinà definitivament cap el cooperativisme».

## Adultesa cooperativista
Basant-se en el que relata el mateix Rovira en els seus articles, Miró i Dalmau, daten l'inici de la relació de Joan Rovira amb el cooperativisme entre el 1906 i 1907, dates que coincideixen amb les que Rovira encobria les reunions amb els membres de la Societat de Cultura Racional del Poblenou amb reunions informals al cafè de la cooperativa l'Econòmica del Poblenou; cooperativa amb la qual també organitzà excursions conjuntament amb l'Escola Lliure. No obstant, per aquelles dates Rovira tenia un posicionament crític vers les cooperatives; el 1911, en un article que parlava sobre el barri del Poblenou de Barcelona, escrigué: «nada nuevo arraiga allí más que las cooperativas, esto si, si no fuera que le sirve para entregarse al juego de un modo que da vergüenza, y rendir tributo a baco. No se concibe escándalo mayor. Tan buen provecho que se podria sacar de ser otro los consejeros». Així i tot, anys més tard, la seva opinió sobre el cooperativisme canvià, tal com recodrà Bartolomeu Farré en un article sobre Rovira: «procedent del camp sindicalista i sense deixar d'actuar-hi, aviat s'adonà que, per a l'emancipació obrera en temps de règim capitalista, era més pràctica la Cooperació que el Sindicat».
El 1916 es va inscriure com a soci en la sucursal del barri de El Clot de la cooperativa La Flor de Maig i entre 1924 i 1926 hi participà activament en els òrgans de decisió de la cooperativa, essent nomenat bibliotecari i exercint de vocal i representant de la cooperativa en l'assemblea de la Federació Regional de Cooperatives. Però sobretot en la cooperativa es dedicà a promocionar i modernitzar la cultura cooperativa i, amb aquest objectiu, formà part del grup fundador de l'Agrupació Cultural Cooperatista el 1925; mitjançant la qual, dos anys més tard, inicià la seva col·laboració amb la premsa cooperativa.
Entre 1928 i 1929 treballà incansablement per la preparació dels estands dedicats a la cooperació de l'Exposició Internacional de Barcelona de 1929 i en la preparació del III Congrés Estatal de Cooperatives. En aquest, intervingué amb la ponència "Relacions amb altres organismes" i la intervenció d'Ernest Poisson «l'incentivà a fer autocrítica i a promoure la fusió entre les entitats», convertint-ho en la seva fita. I és que Joan Rovira era «crític amb el "particularisme" (...) entenia que per a fer front al "capitalisme absorbent i a la industrialisme tayloritzat" s'havia de canviar radicalment de mètodes. (...) La posició fusionista cercava superar "l'individualisme, el particularisme i el patriarcalisme" presents».
El 1930 va ser nomenat vicepresident de la cooperativa La Flor de Maig. Al febrer del mateix any publicà un manifest, juntament amb altres militants cooperativistes, en el qual feia una crida a l'elaboració d'un pla per la fusió de cooperatives; i, al mes d'abril, presidí una assemblea de la Federació de Cooperatives de Barcelona, on es traçà un pla d'acció per arribar a conformar una cooperativa única. Per Rovira hi havia uns fonaments estructurals que requerien la modernització del cooperativisme. A causa de la "racionalització de les indústries", els mercats eren abastits fins a la saturació i aquesta situació no podia ser regulada pel cooperativisme català a causa del "raquitisme orgànic" i, únicament la fusió entre cooperatives podia enfortir el moviment i revertir la situació, subjugant la producció en el consum demanda.
El 1931 «Davant de la crisi que colpejava les classes treballadores, Rovira defensà el socialisme, l’organització col·lectivista o la societat comunista, totes enteses com a fases del mateix tronc»; mentre que el cooperativisme era «una arma formidable per vèncer el sistema burgès». Entenia que era necessària una reformulació de les tàctiques i procediments que donessin resposta a la conjectura de postguerra i a les seves problemàtiques. Amb la proclamació de la Segona República, es va percebre un futur de noves oportunitats pel cooperativisme català, propiciat sobretot, per la promulgació de la Llei de Cooperatives. Però tot i aquests vents favorables, els cooperativistes hagueren de fer front a una dura campanya opositora per part dels gremis de comerciants, els quals carregaren contra el que consideraren privilegis cooperativistes. Joan Rovira va ser un dels principals crítics dels gremis i durant el 1933 «arremeté contra botiguers, taverners i forners»; en denuncià la relació històrica que existia entre comerciants i moviments soterrats que amenaçaven la República, «en què el botiguer esperava a que es pronunciés "l'incipient feixisme espanyol». Els mals auguris de Rovira s'acabaren fent realitat amb el triomf del CEDA el novembre de 1933 i confirmant-se els temors del retrocès.
El 1934, com a resposta a la conjectura política adversa, Joan Rovira apostà per potenciar i reivindicar el vessant col·lectivista de la cooperació. Aquest posicionament es veié enfortit després de l'intent revolucionari d'Astúries a l'octubre d'aquell mateix any; advertint que, com a represàlia als fets ocorreguts, l'estat atacaria l'autonomisme i es perseguirien els corrents socialitzants i d'esquerres. Rovira entengué que «la crisi d'octubre era fruit de l'exasperació de les contradiccions de classe, "la fi de la democràcia burgesa", i plantejava una disjuntiva en què la cooperació havia d'apostar per l'organització social col·lectivista. Per Rovira no hi havia més remei: "o ells ho nosaltres. O el col·lectivisme o el negre capitalisme"».
El 1936 fou un any mogut per a Rovira, si bé l’inicià malalt i requerint medicació crònica; això no l’aturà per entrar a formar part del Comitè de Control de la fàbrica col·lectivitzada Casacuberta, o entra de ple en el debat sobre la neutralitat cooperativa. «La situació política de 1936 provocà, en el cooperativisme, molts debats en tron d'un dels seus fonaments: la neutralitat cooperativa. Des dels pioners de Rochdale, el principi de neutralitat es referia a la voluntat de mantenir la independència respecte de l'Estat, el sistema de partits i dels estaments religiosos». La neutralitat cooperativa no representa l'aïllament o distanciament d'altres posicionaments obrers ni la manca de relació amb les institucions; per aquesta raó Rovira circumscriví «la neutralitat només a "l'aspecte polític de la contesa electoral", ja que la pràctica cooperativista, en el vessant econòmic, no tenia res de neutral». Amb tot i això, «sense entrar en la qüestió del vot. Rovira proposà una aliança amb altres sectors obrers per implementat "el que nosaltres anomenem col·lectivisme i altres denominen organització d'una República Cooperatista». Amb la victòria de les esquerres a les eleccions de 1936 Joan Rovira demanà l'aplicació de la Llei de Cooperatives de 1932; «La cooperació s'havia de preocupar perquè el seu sentit social es veiés afavorit pels corrents polítics que les multituds havien imposat amb "els seus vots i amb la seva actuació al carrer"». Però aquest anhel es va veure truncat amb el cop d'estat del 1936 el món cooperatiu «en els primers combats prestaren col·laboració immediata a les milícies. No obstant això, com que no eren una organització política ni sindical, no mobilitzaren orgànicament els seus socis, sinó que, en tant que institucions econòmiques, es convertiren en centres d'abastiment popular (...) però les cooperatives no podien ser eficaces a la "col·lectivitat revolucionària" amb la seva divisió de petites i mitjanes entitats, ni podien resistir econòmicament a les noves disposicions». Així, doncs, ressorgí un vell debat al món cooperatiu: la fusió de les cooperatives d'una mateixa àrea territorial en una única; va ser així com nasqué la Unió de Cooperadors de Barcelona. «Per Rovira, si tots els barcelonins s'associaven a la Unió, l'endemà mateix es resoldria el problema dels proveïments. En ser la cooperativa "addicta a la revolució", el Consell de l'Economia podia entregar-li el poder de la distribució de la ciutat i anul·lar tots els comerciants que, a més, acaparaven productes i moneda».
Pel que fa a les col·lectivitzacions, «Rovira fou crític amb les formes en què es produïen les col·lectivitzacions. Les considerava conjunturals per evitar que es paralitzés el comerç i la producció, i en aquest sentit les aplaudia, però no creia que fossin garantia de futur. N'era escèptic per la improvizació, i entenia que "l'espectacle" de les socialitzacions revolucionàries no havia d'ocultar les virtuts contrastades de la vella fórmula cooperatista». També criticava les col·lectivitzacions per considerar que reproduïen l'estructura productiva del capitalisme i, a més, «rebutjava que les cooperatives col·lectivitzessin els comerços, fraccionats en extrem amb vista al negoci individual, tampoc no havien d'interessar a la producció col·lectiva els centenars de fàbriques, disseminades per l'interès dels patrons». Rovira opinava que tot i que era necessari el ple desenvolupament del col·lectivisme per fer front a la conjectura bel·licista, s'havien de seguir els criteris dels principis de Rochdale i adaptar les estructures de les empreses segons les necessitats del consum en detriment de la producció.
Els primers mesos de la guerra Rovira estigué en l'epicentre de diverses tasques per sobreposar-se a les vicissituds del moment: feu l'acompanyament de fusions entre cooperatives; impartí mítings arreu del territori català; fou reelegit vicepresident de la Federació Regional de Cooperatives de Catalunya i vocal del Consell Superior de Cooperació o del Comitè Català de Relacions Intercooperatives, entre d'altres. Però el difícil joc d'equilibris entre sindicalisme i cooperativisme que simbolitzava Joan Rovira es trencà l'11 de desembre de 1937 amb la seva mort a causa d'una angina de pit.

Sobre la mort Rovira, Micaela Chalmeta escrigué: 
Una salut migrada no resisteix tal acumulació de treball com imposen avui les greus circumstàncies en què vivim, a tots aquells que tenen la comprensió de la seva responsabilitat, pel seu valer unida a la bondadosa idea d'ésser útils a la col·lectivitat antifeixista. 